# Walki o Milicz
Walki o Milicz – starcie zbrojne mające miejsce 21 stycznia 1945 między oddziałami Armii Czerwonej a Wehrmachtu, zakończone zdobyciem Milicza głównie przez żołnierzy 93 samodzielnej brygady pancernej i 22 brygady artylerii pancernej Armii Czerwonej.
Wojska Armii Czerwonej które ruszyły 12 stycznia 1945 z linii Wisły, z końcem stycznia w ramach ofensywy styczniowej dotarły do Milicza, gdzie wojska niemieckie z 4 Armii Pancernej zorganizowały kolejny silny punkt obrony. 
Do ataku na miasto z marszu ruszyła 93 samodzielna brygada pancerna dowodzona przez majora A. Diemientiewa i 22 brygada artylerii pancernej podpułkownika Wasyla Prichodźki. Atak zakończył się powodzeniem i po walkach ulicznych wieczorem miasto zostało zdobyte. Oprócz 300 jeńców niemieckich wziętych do niewoli czerwonoarmiści zdobyli 5 składów z amunicją, materiałami pędnymi i żywnością.   
Kapitan Mikołaj Kuźmin, który dowodząc kompanią czołgów która pierwsza wdarła się do miasta i zniszczyła wiele sprzętu niemieckiego (w tym czołgi i inne pojazdy) został odznaczony Złotą Gwiazdą Bohatera Związku Radzieckiego. 
W czasie wymiany ognia i walk w mieście między wojskami III Rzeszy a Związku Radzieckiego zniszczeniu uległo ponad 40% zabudowy Milicza.